# حسين آباد مران (مقاطعة ديواندرة)
حسين‌آباد مران (بالفارسية: حسین‌آباد مران) هي قرية تقع في قسم اوباتو (مقاطعة ديواندرة) في إيران. يقدر عدد سكانها بـ 98 نسمة بحسب إحصاء 2016.